# Sieppijärvi (sjö i Finland)
Sieppijärvi är en sjö i Finland. Den ligger i kommunen Muonio i landskapet Lappland, i den norra delen av landet, 900 km norr om huvudstaden Helsingfors. Sieppijärvi ligger 303,1 meter över havet. Den är 2,09 meter djup. Arean är 84,9 hektar och strandlinjen är 5,17 kilometer lång. Sjön  ingår i Torne älvs huvudavrinningsområde. 